# Elecciones al Congreso de los Diputados de noviembre de 2019 (Huelva)
Las elecciones al Congreso de los Diputados de noviembre de 2019 se celebraron en la provincia de Huelva el domingo 10 de noviembre, como parte de las elecciones generales convocadas por Real Decreto dispuesto el 4 de marzo de 2019 y publicado en el Boletín Oficial del Estado el día siguiente. Se eligieron los 5 diputados del Congreso correspondientes a la circunscripción electoral de Huelva, mediante un sistema proporcional (método d'Hondt) con listas cerradas y un umbral electoral del 10%.

## Resultados
Los comicios depararon 3 escaños al Partido Socialista Obrero Español y 1 yPartido Popular y a Vox
| Candidatura                                            | Candidatura                                            | Votos   | %                                       | Escaños                                 |
| ------------------------------------------------------ | ------------------------------------------------------ | ------- | --------------------------------------- | --------------------------------------- |
|                                                        | Partido Socialista Obrero Español (PSOE)               | 91 656  | 37,06                                   | 3                                       |
|                                                        | Vox (VOX)                                              | 52 485  | 21,22                                   | 1                                       |
|                                                        | Partido Popular (PP)                                   | 49 452  | 19,99                                   | 1                                       |
| Unidas Podemos (Podemos-IU-Equo)                       | Unidas Podemos (Podemos-IU-Equo)                       | 30 389  | 12,29                                   | 0                                       |
| Ciudadanos (Cs)                                        | Ciudadanos (Cs)                                        | 18 382  | 7,43                                    | 0                                       |
| Partido Animalista Contra el Maltrato Animal (PACMA)   | Partido Animalista Contra el Maltrato Animal (PACMA)   | 2535    | 1,02                                    | 0                                       |
| Andalucía por el Sí (AxSI)                             | Andalucía por el Sí (AxSI)                             | 856     | 0,35                                    | 0                                       |
| Recortes Cero-Grupo Verde (R0-GV)                      | Recortes Cero-Grupo Verde (R0-GV)                      | 495     | 0,20                                    | 0                                       |
| Partido Comunista Obrero Español (PCOE)                | Partido Comunista Obrero Español (PCOE)                | 464     | 0,19                                    | 0                                       |
| Por un Mundo Más Justo (PUM+J)                         | Por un Mundo Más Justo (PUM+J)                         | 351     | 0,14                                    | 0                                       |
| Partido Comunista de los Pueblos de España (PCPE)      | Partido Comunista de los Pueblos de España (PCPE)      | 159     | 0,06                                    | 0                                       |
| Partido Comunista de los Trabajadores de España (PCTE) | Partido Comunista de los Trabajadores de España (PCTE) | 112     | 0,05                                    | 0                                       |
| Votos válidos                                          | Votos válidos                                          | 247 336 | 100,00                                  | 5                                       |
| Votos nulos                                            | Votos nulos                                            | 4648    | Participación: · \| \| 63,99 % \| 4,78% | Participación: · \| \| 63,99 % \| 4,78% |
| Votantes                                               | Votantes                                               | 255 329 | Participación: · \| \| 63,99 % \| 4,78% | Participación: · \| \| 63,99 % \| 4,78% |
| Electores                                              | Electores                                              | 399 019 | Participación: · \| \| 63,99 % \| 4,78% | Participación: · \| \| 63,99 % \| 4,78% |
|                                                        | 63,99 %                                                |         |                                         |                                         |

## Diputados electos
Relación de diputados electos:
| N.º | Nombre                          | Lista | Lista |
| --- | ------------------------------- | ----- | ----- |
| 1   | María Luisa Faneca López        |       | PSOE  |
| 2   | Tomás Fernández Ríos            |       | Vox   |
| 3   | Carmelo Romero Hernández        |       | PP    |
| 4   | José Luis Ramos Rodríguez       |       | PSOE  |
| 5   | María del Pilar Rodríguez Gómez |       | PSOE  |